# جیم گریسون
جیم گریسون (انگلیسی: Jim Garrison؛ ۲۰ نوامبر ۱۹۲۱ – ۲۱ اکتبر ۱۹۹۲) 
او دادستان و سیاست‌مدار اهل آمریکا بود. وی بین سال‌های ۱۹۶۲ تا ۱۹۷۴ عهده‌دار سمت دادستان بخش نیواورلئان، لوئیزیانا بوده‌است.او تنها کسی بود که افرادی را به جرم دست داشتن در ترور و قتل جان اف کندی به دادگاه احضار کرد .  
سه سال بعد از قتل جان اف کندی گریسون دست به انجام تحقیقات گسترده‌ای زد که به تشکیل دادگاه جنایی منجر شد که در این دادگاه فردی به نام کلی شاو را که مدیر شرکت بازرگانی بین‌المللی نیواورلئان بود به همکاری با دیوید فری و لی هاروی اسوالد و گای بنیستر در توطئه ترور کندی معرفی کرد ولی هیئت منصفه دادگاه کلی شاو را تبرئه کرد. در سال ۱۹۹۰ الیور استون کارگردان معروف هالیوود فیلمی به نام جِی‌اِف‌کِی (به انگلیسی: JFK) فیلمی مهیج تاریخی با بازی کوین کاستنر  را بر اساس تحقیقات او ساخت این فیلم در سال ۱۹۹۱ برنده جایزه اسکار در چندین بخش گردید .در فیلم جی اف کی خود گریسون در نقش ارل وارن ایفای نقش کرد .
کتاب On the Trail of the Assassins در تعقیب قاتلین که ویرایش اول آن در 1988 منتشر گردید . حاصل پژوهش های او در زمینه ترور کندی است.